# Herninggade
Herninggade er en gade beliggende på Østerbro i København. Gaden ligger i det nordlige del af bydelen, mellem Århusgade og Vordingborggade.

## Baggrund og navngivning
Herninggade er opkaldt efter den midtjyske by Herning og følger dermed den lokale tradition på Østerbro, hvor mange gader bærer navne efter danske provinsbyer. Gaden fik først sit navn i 1942, da den blev omdøbt fra det oprindelige navn Struergade. Navneændringen skyldtes, at der ofte skete forvekslinger med Struenseegade på Nørrebro.
Selvom navnet er ændret, lever det gamle navn videre i boligkarreen på gadens vestside, som stadig bærer navnet Struergården.

## Byudvikling og bebyggelse
Området nord for Århusgade, hvor Herninggade ligger, blev projekteret omkring år 1900, men det blev først udbygget i årene derefter.